# Ã́
Ã́ (minuscule : ã́), appelé A tilde accent aigu, est une lettre latine utilisée dans l’écriture du bassa (langue krou), du bribri, du kaansa, du gokana, du lyélé, du tafi, du tèè, du tucano, du winyé et du yuriti.
Elle est formée de la lettre A avec un tilde suscrit et un accent aigu.

## Représentations informatiques
Le A tilde accent aigu peut être représenté avec les caractères Unicode suivants :
- décomposé et normalisé NFC (supplément Latin-1, diacritiques) :

| formes    | représentations | chaînes de caractères | points de code | descriptions                                            |
| --------- | --------------- | --------------------- | -------------- | ------------------------------------------------------- |
| capitale  | Ã́               | Ã◌́                    | U+00C3 U+0301  | lettre majuscule latine a tilde diacritique accent aigu |
| minuscule | ã́               | ã◌́                    | U+00E3 U+0301  | lettre minuscule latine a tilde diacritique accent aigu |

- décomposé et normalisé NFD (latin de base, diacritiques) :

| formes    | représentations | chaînes de caractères | points de code       | descriptions                                                        |
| --------- | --------------- | --------------------- | -------------------- | ------------------------------------------------------------------- |
| capitale  | Ã́               | A◌̃◌́                   | U+0041 U+0303 U+0301 | lettre majuscule latine a diacritique tilde diacritique accent aigu |
| minuscule | ã́               | a◌̃◌́                   | U+0061 U+0303 U+0301 | lettre minuscule latine a diacritique tilde diacritique accent aigu |